# Rainbow Magicland
Rainbow MagicLand é um parque de diversões italiano, localizado em Valmontone, a quarenta quilómetros de Roma. O elemento temático dominante é a magia. Tem trinta e seis pontos turísticos, além dos vários espectáculos encenados nos teatros e nas ruas do parque.

## História do parque

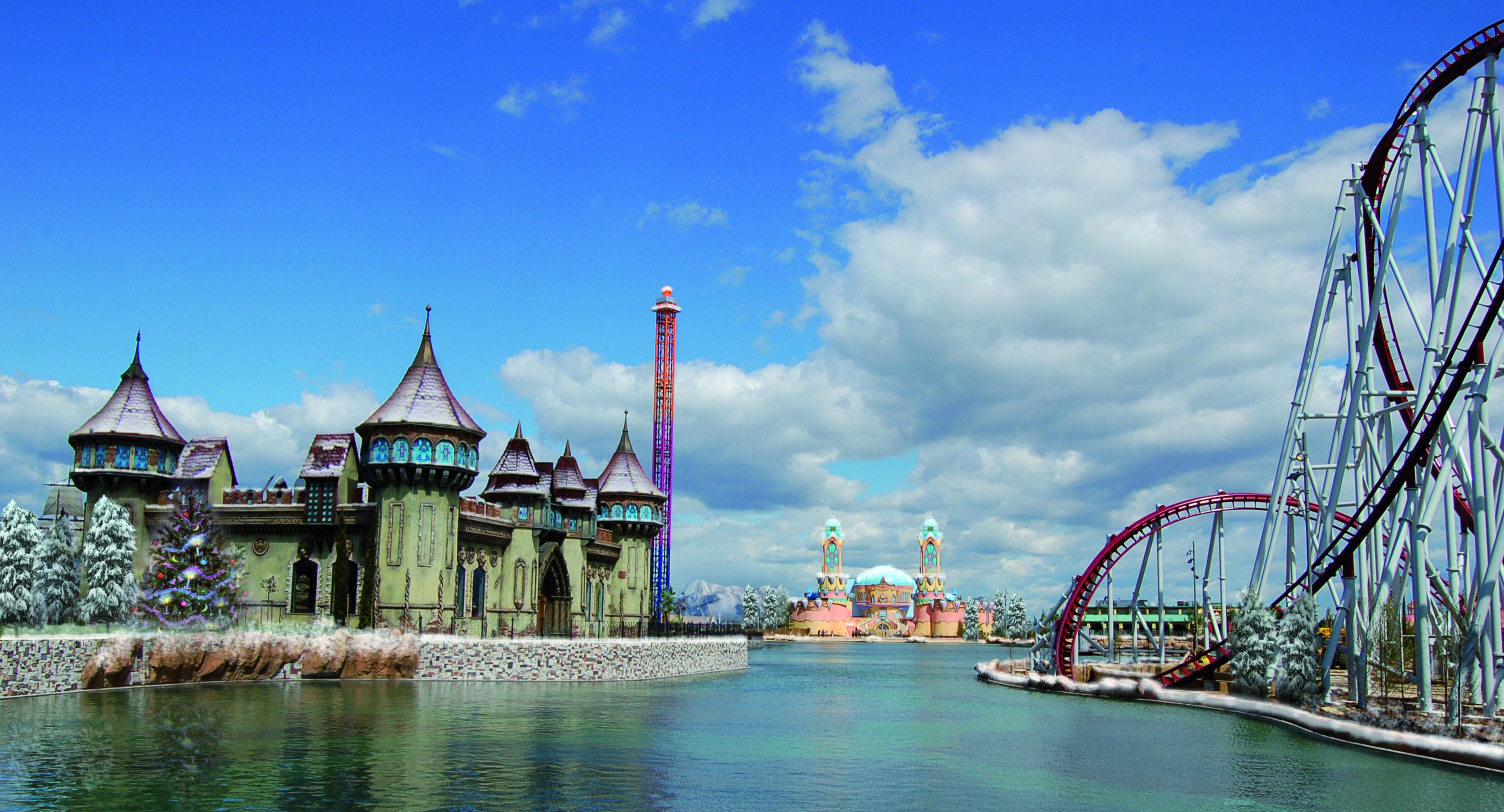
Magicland no inverno

Fundado pela empresa Alfa Park S.r.l., que também tem ações no parque Miragica, a Rainbow MagicLand foi fundada em 25 de maio de 2011, mas só foi aberta ao público em 26 de maio de 2011. Com uma área de mais de 185.000 m² (onde foram investidos trezentos milhões de euros), a área de estacionamento ocupa cento e dezoito mil metros quadrados, enquanto a expansão do parque tem no máximo cinquenta e sete mil metros quadrados, já a zona auxiliar tem vinte mil metros quadrados.
O parque foi aberto durante a temporada de verão, na época do Dia das bruxas e foi visitado por setecentos e vinte e um mil, trezentos e dezasseis pessoas..
Durante a temporada de 2012, foram vendidos mais de um milhão de bilhetes, mas em 2013 o número de entradas diminuiu ligeiramente.
Os mascotes do parque são os personagens criados pelo estúdio de animação Rainbow S.r.l: Clube Winx, Tommy & Oscar, Huntik: Segredos & Seguidores, Alergia Monstra e Frezzy. O parque tem uma licença por um período mínimo de dez anos para o uso dos personagens do estúdio. Outros personagens criados especialmente para o parque, também estão presentes.
- Em 15 de dezembro de 2012, o parque ganhou o prémio "Parque do ano de 2012".
- Em 25 de outubro de 2014, o parque ganhou o prémio "O melhor concerto ao ar livre" com "Illusion".

## Atrações

Atrações da Rainbow Magicland
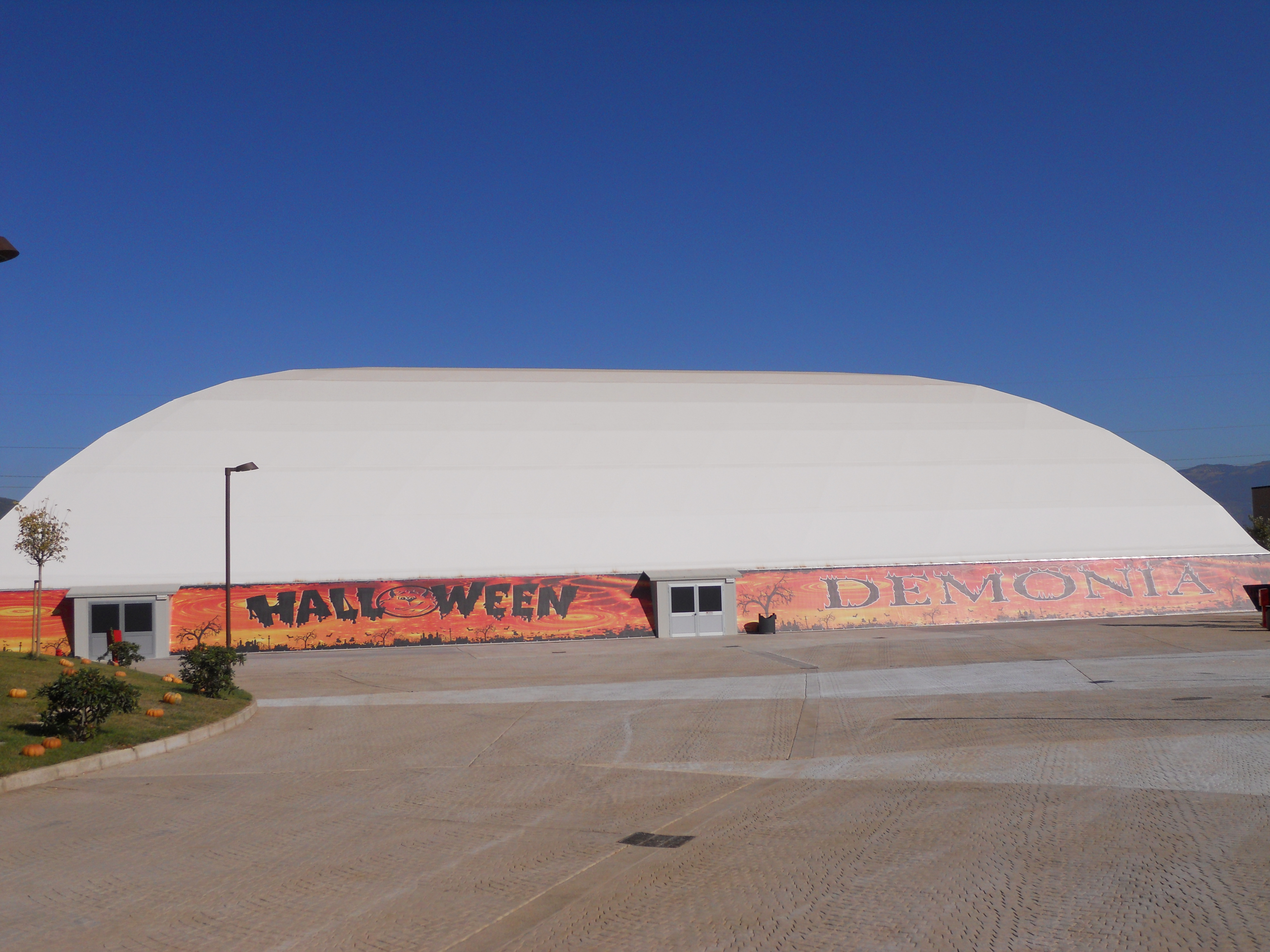
Palabaleno
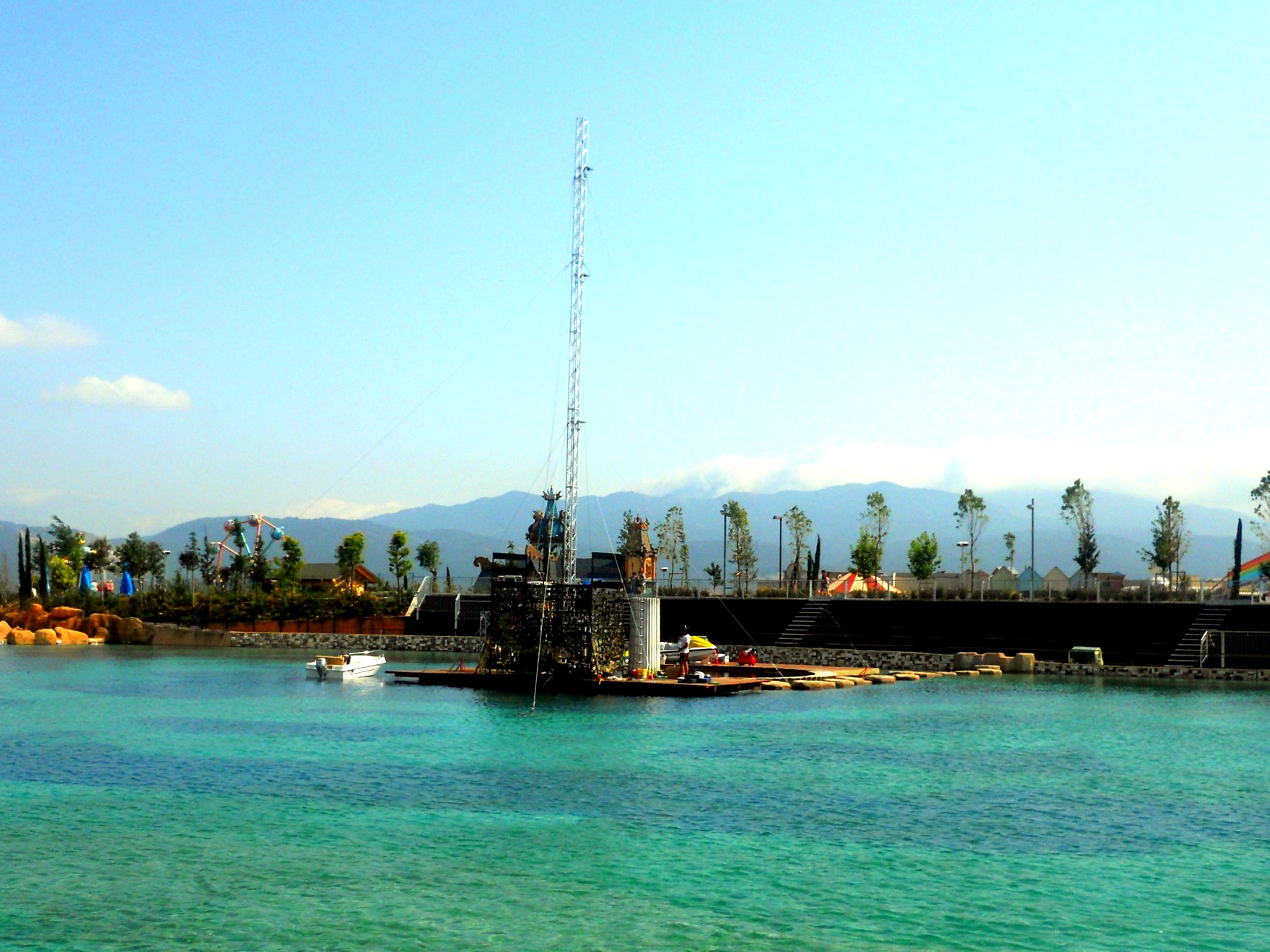
La Baia
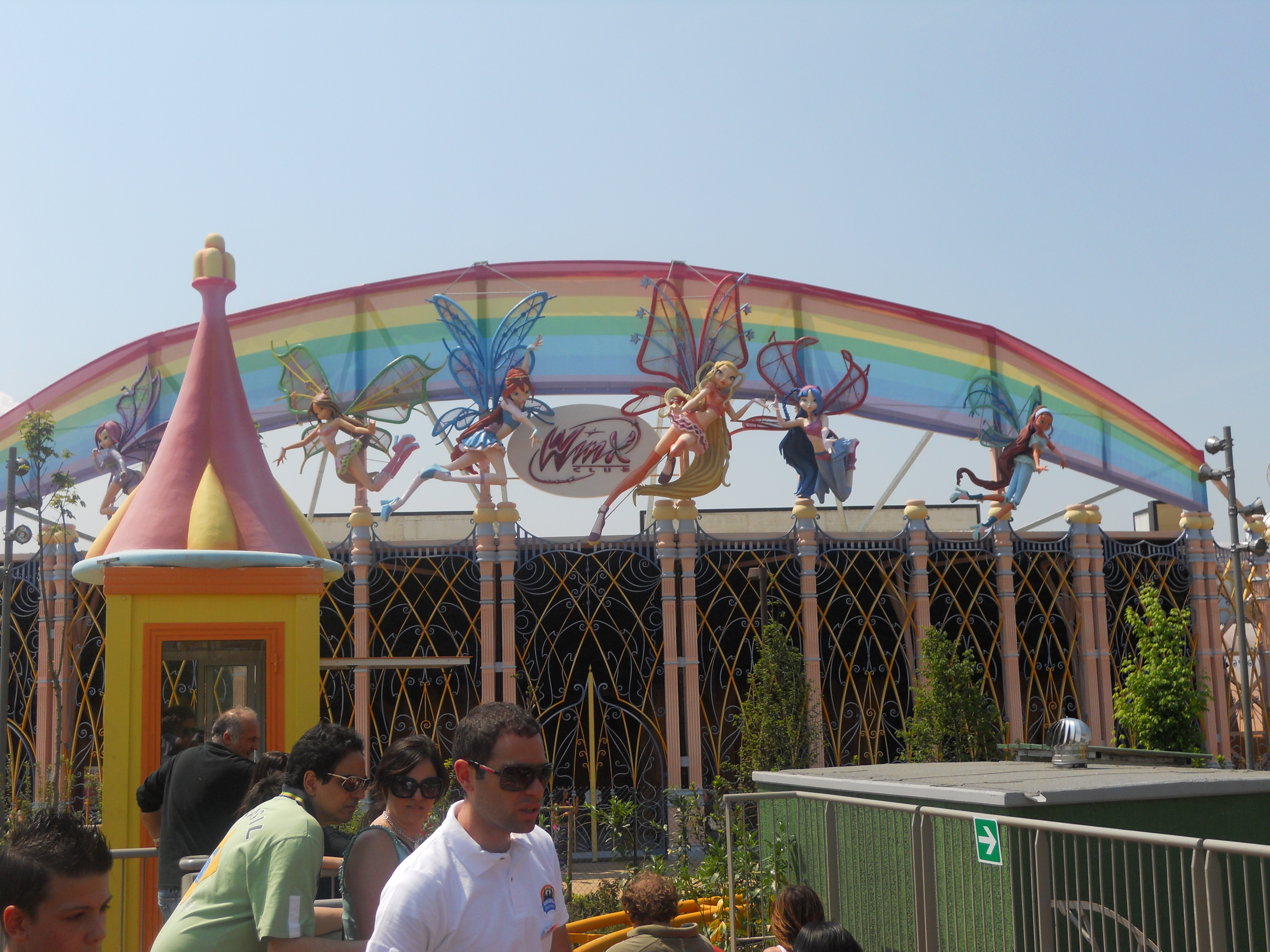
Pianeta Winx
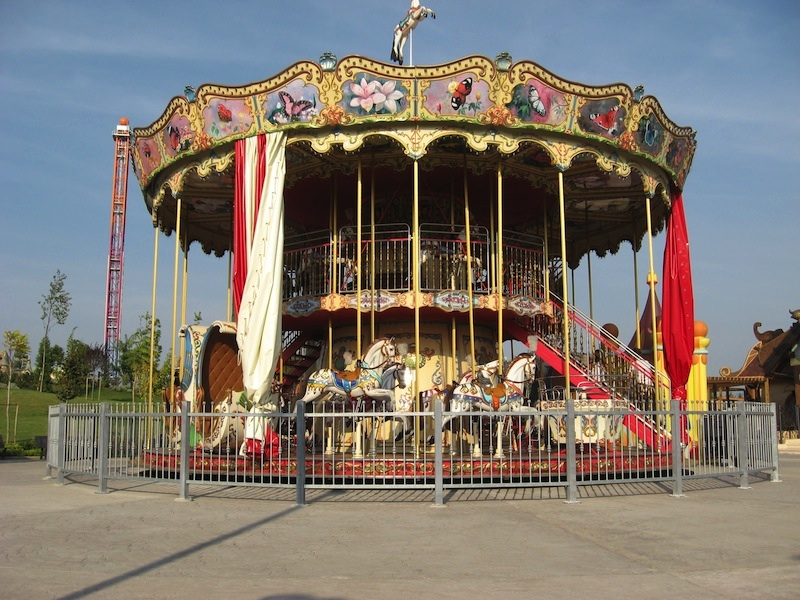
Carosello
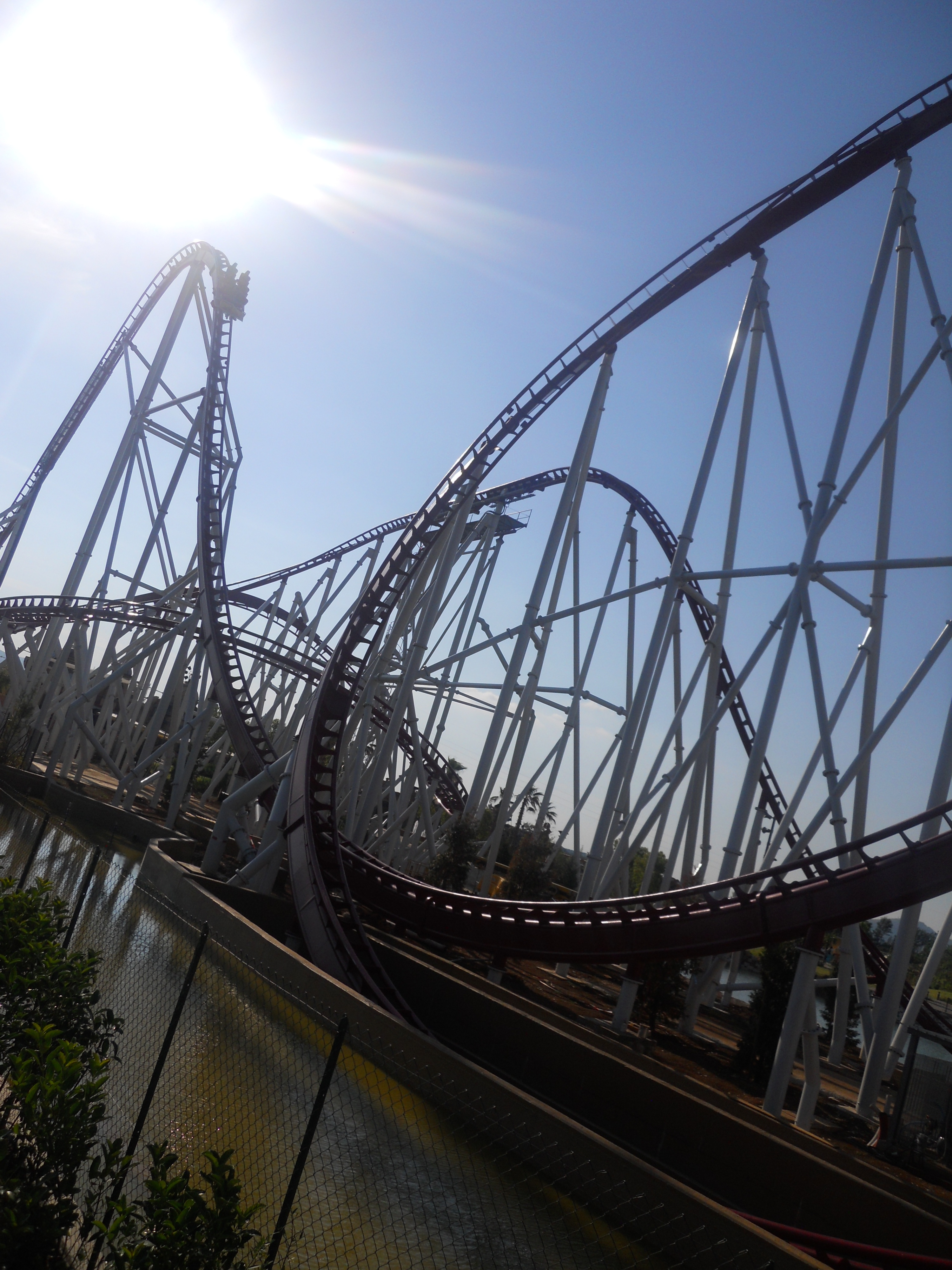
Shock -The steam machine-
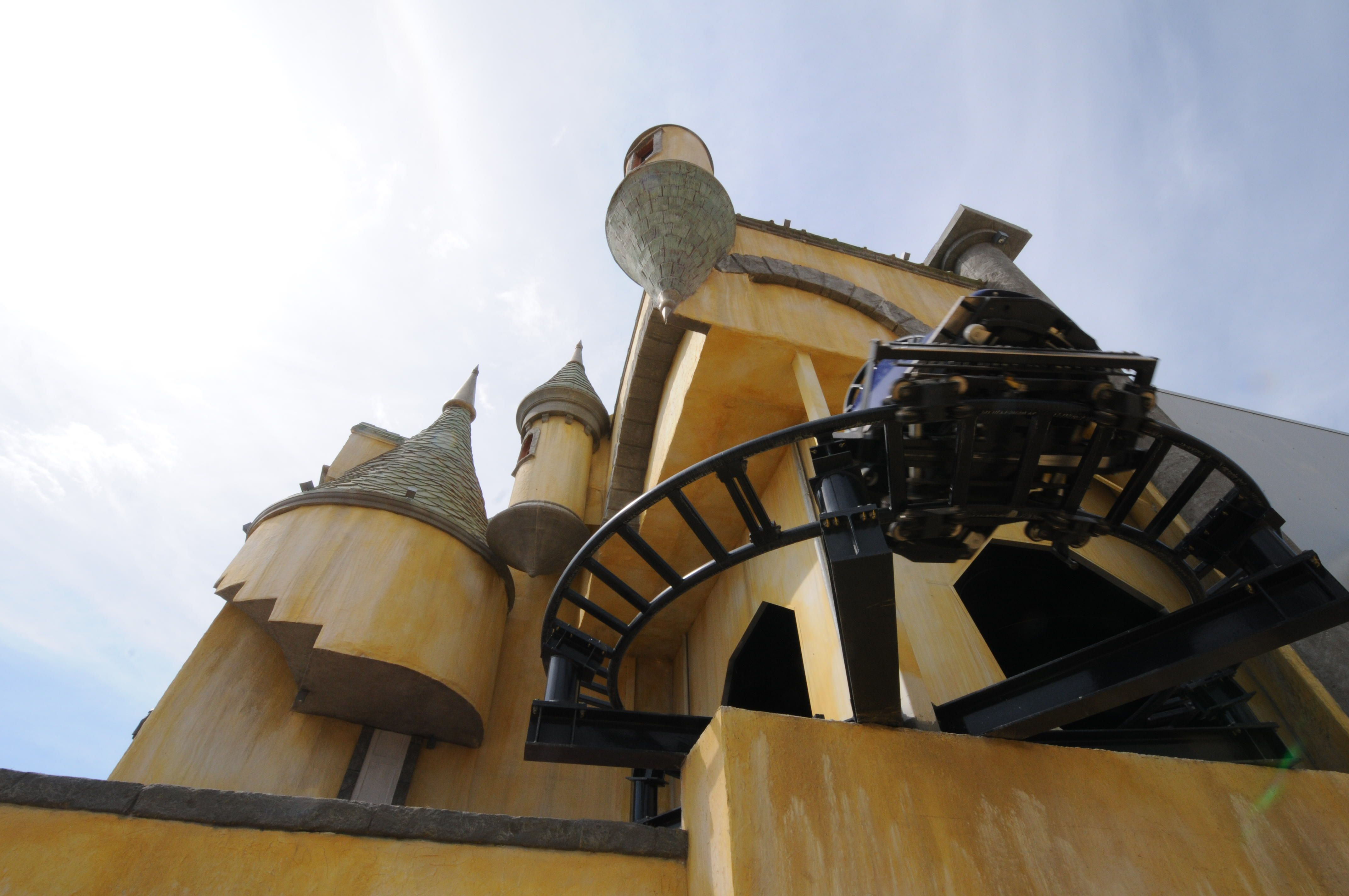
Cagliostro
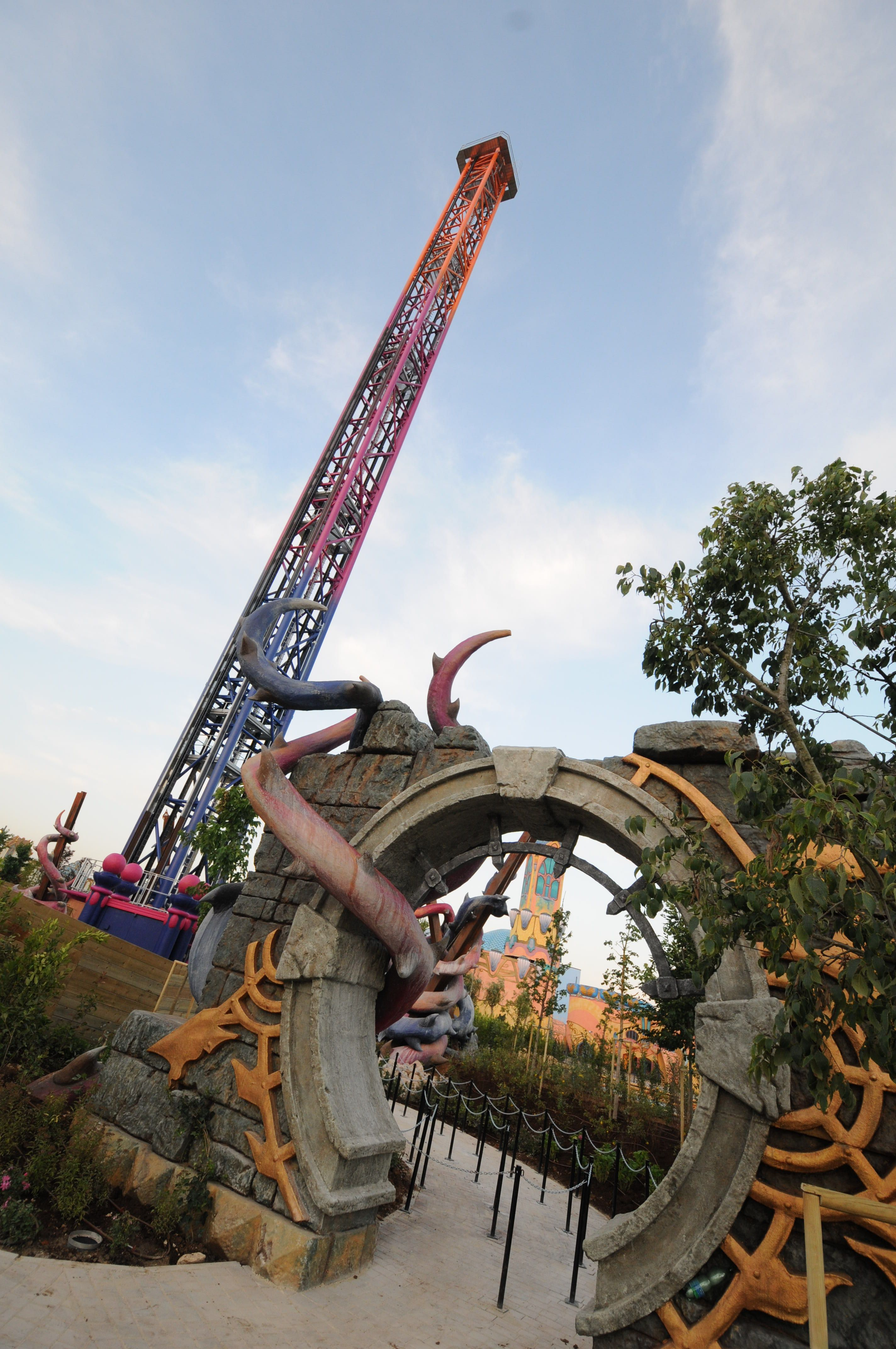
Mystika
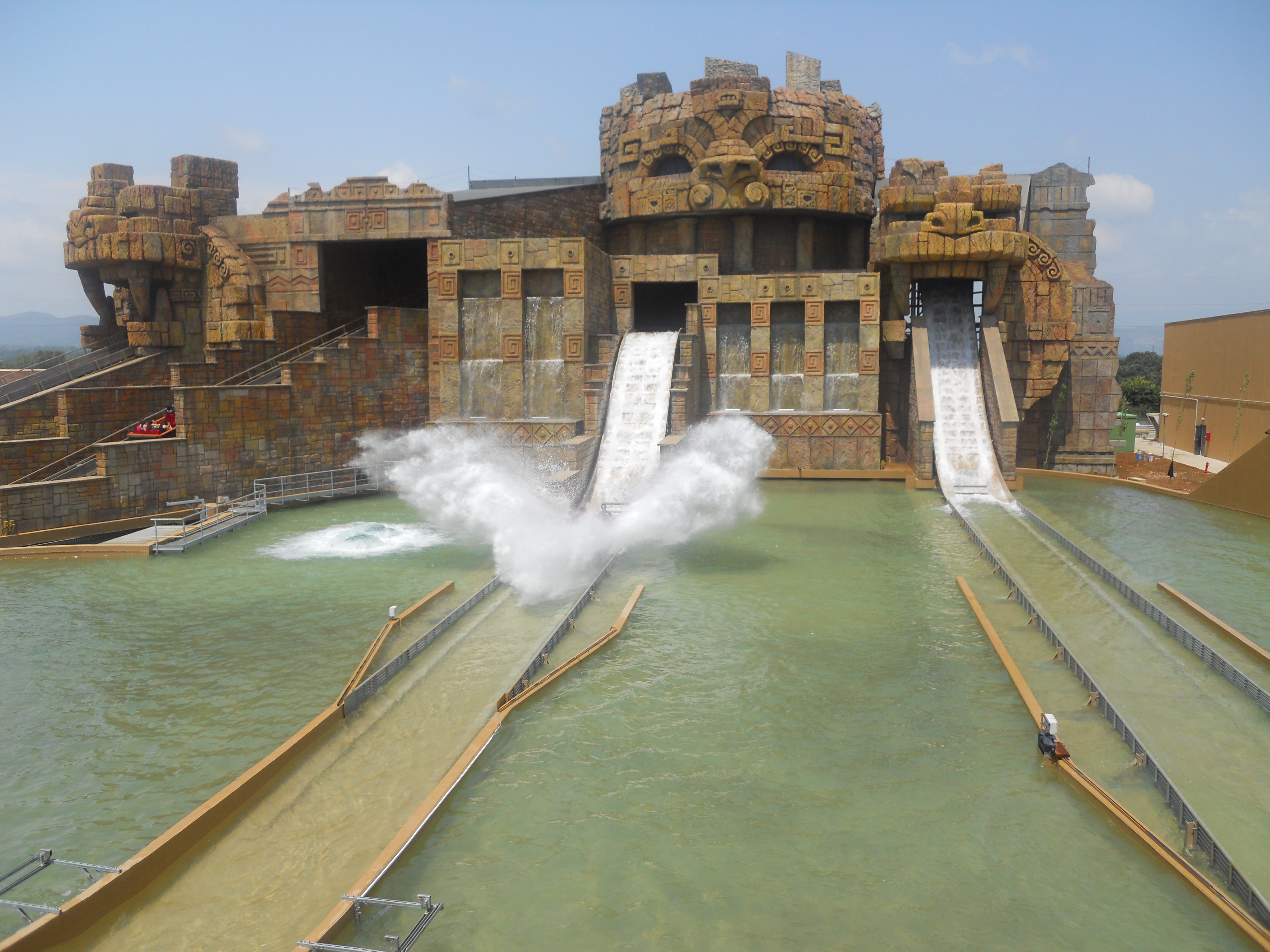
Yucatan
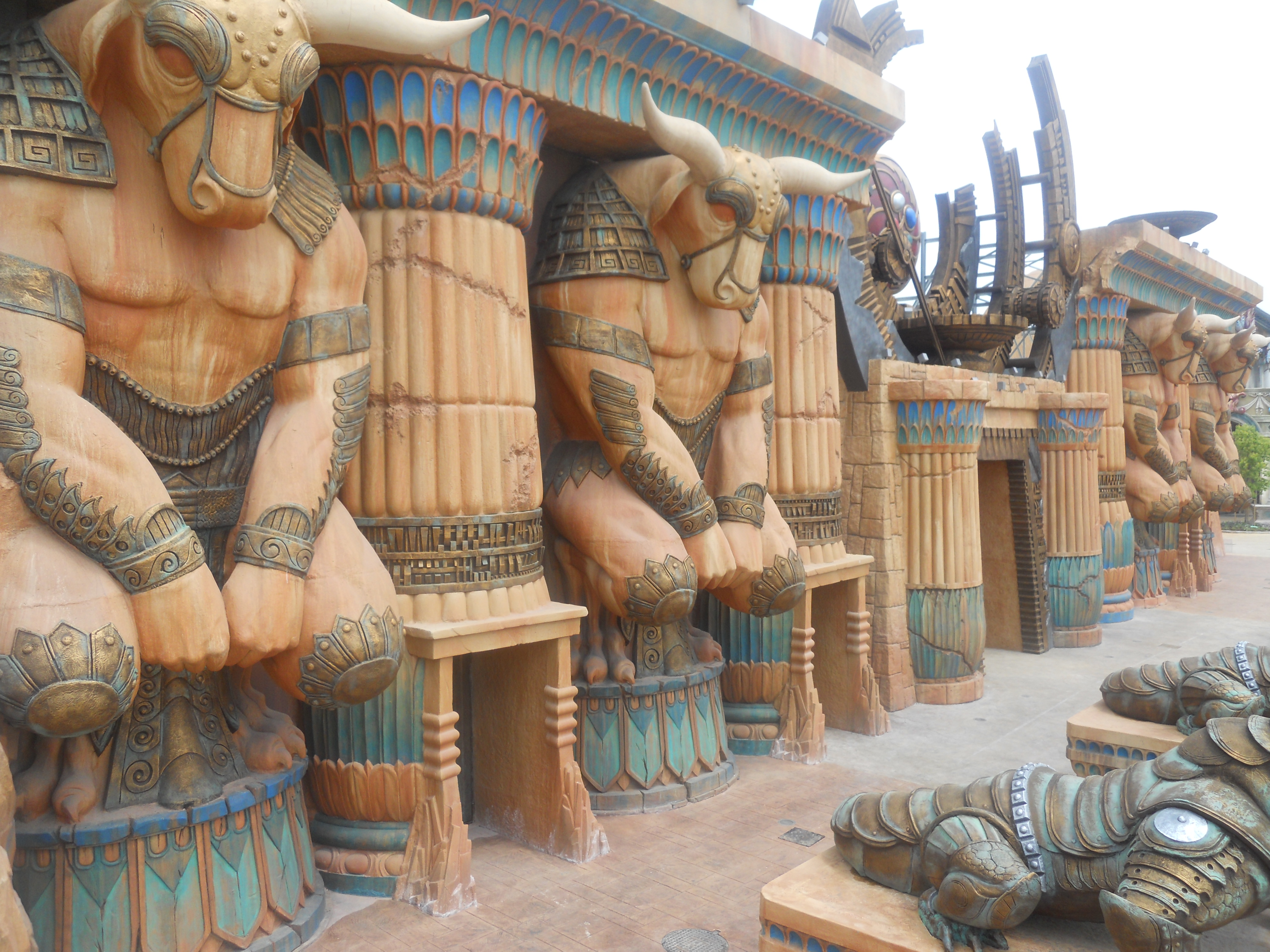
Huntik 5D
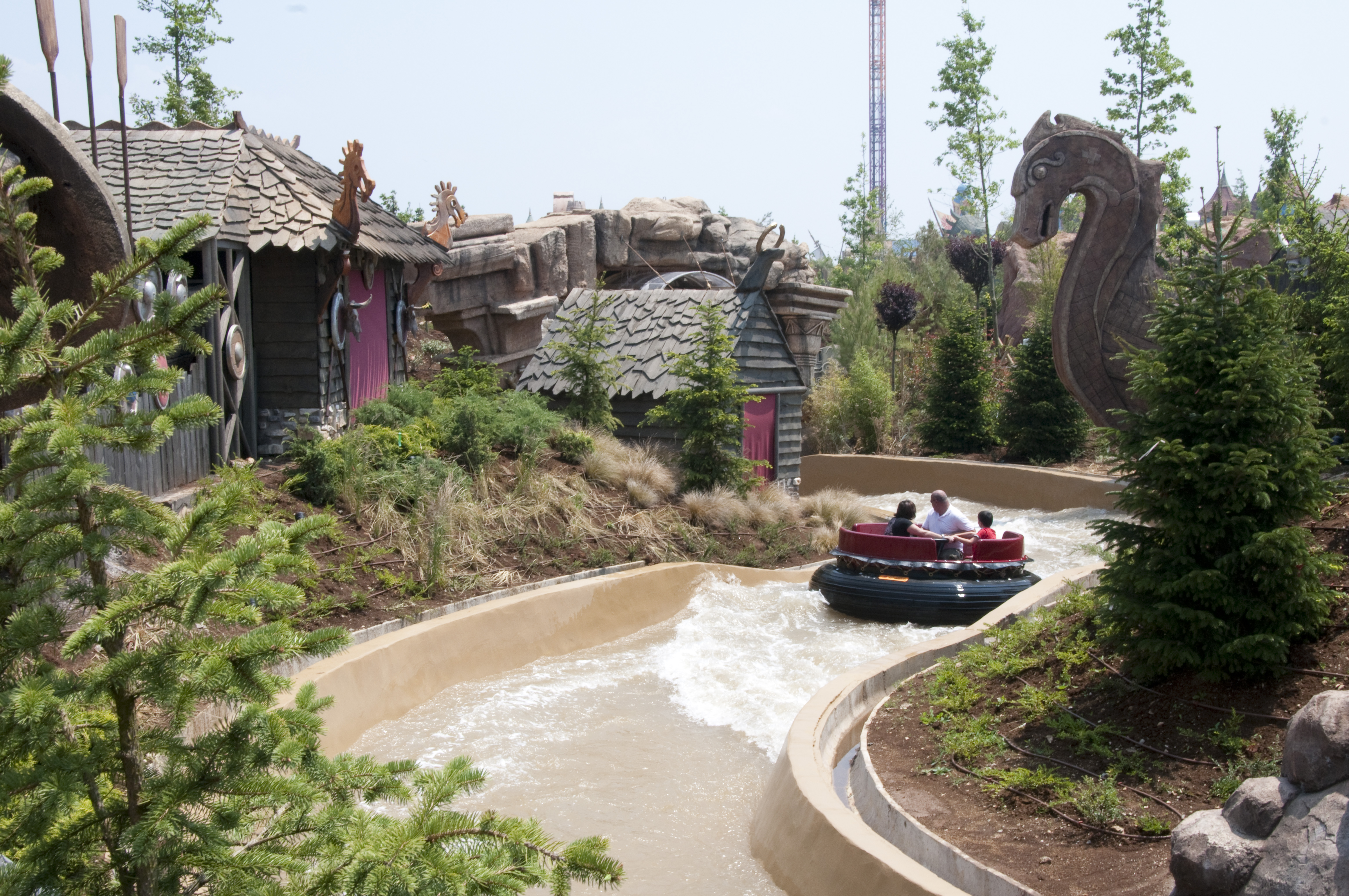
Le Rapide
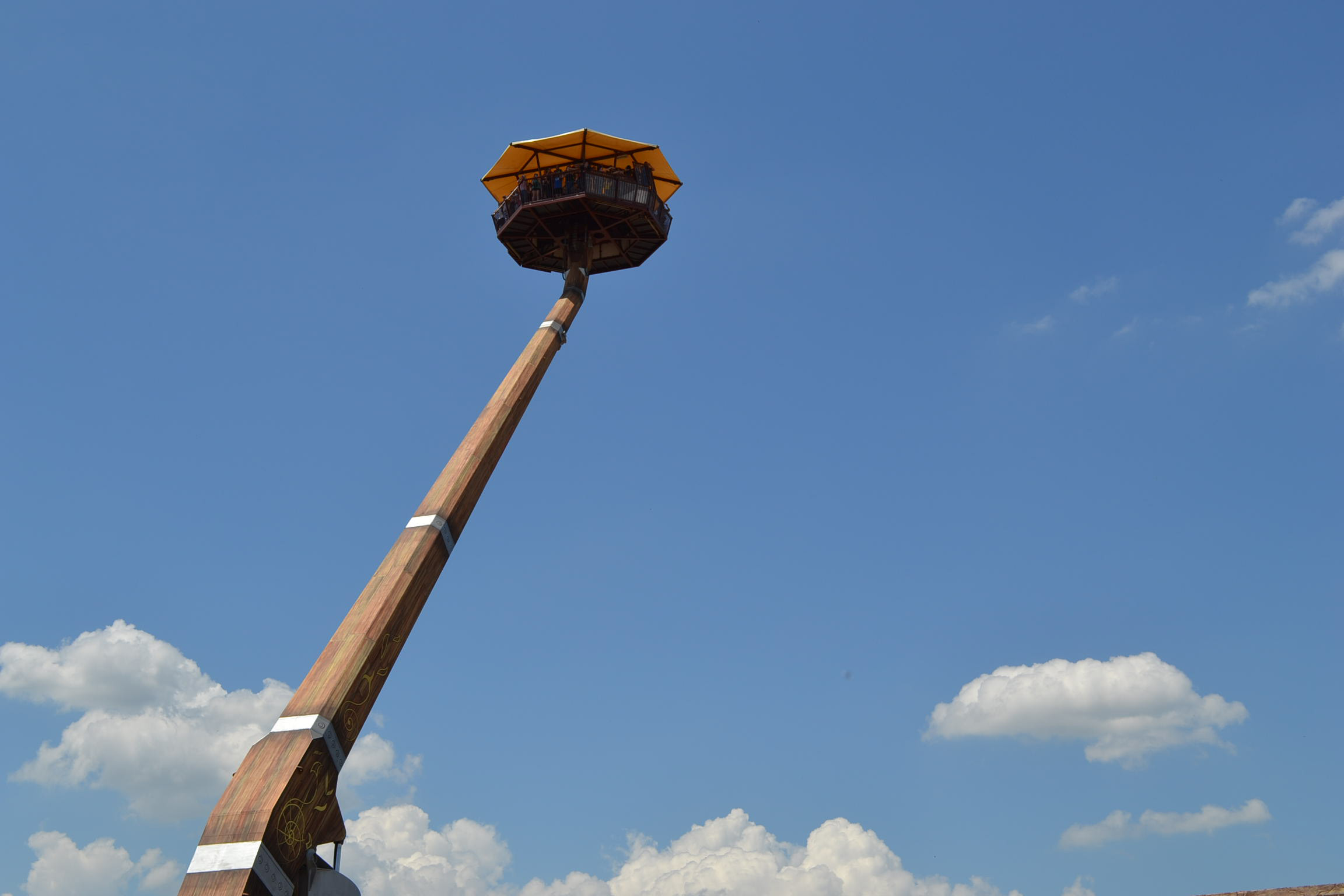
L'Isola Volante
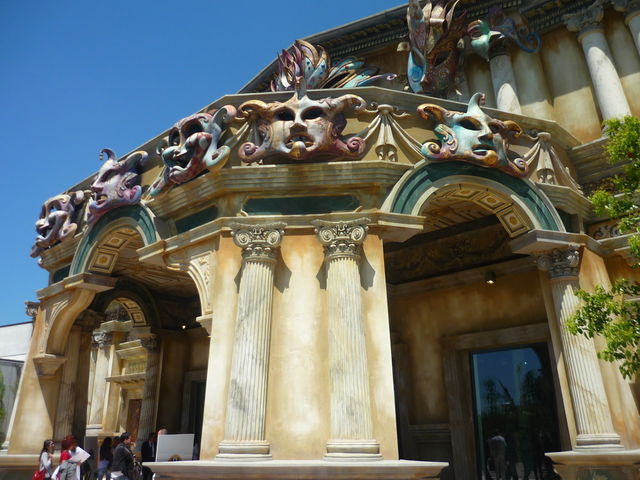
Gran Teatro
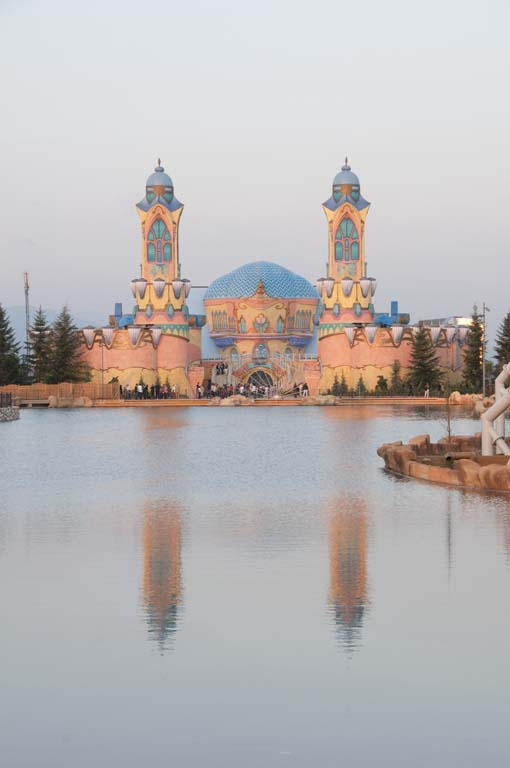
Castello di Alfea
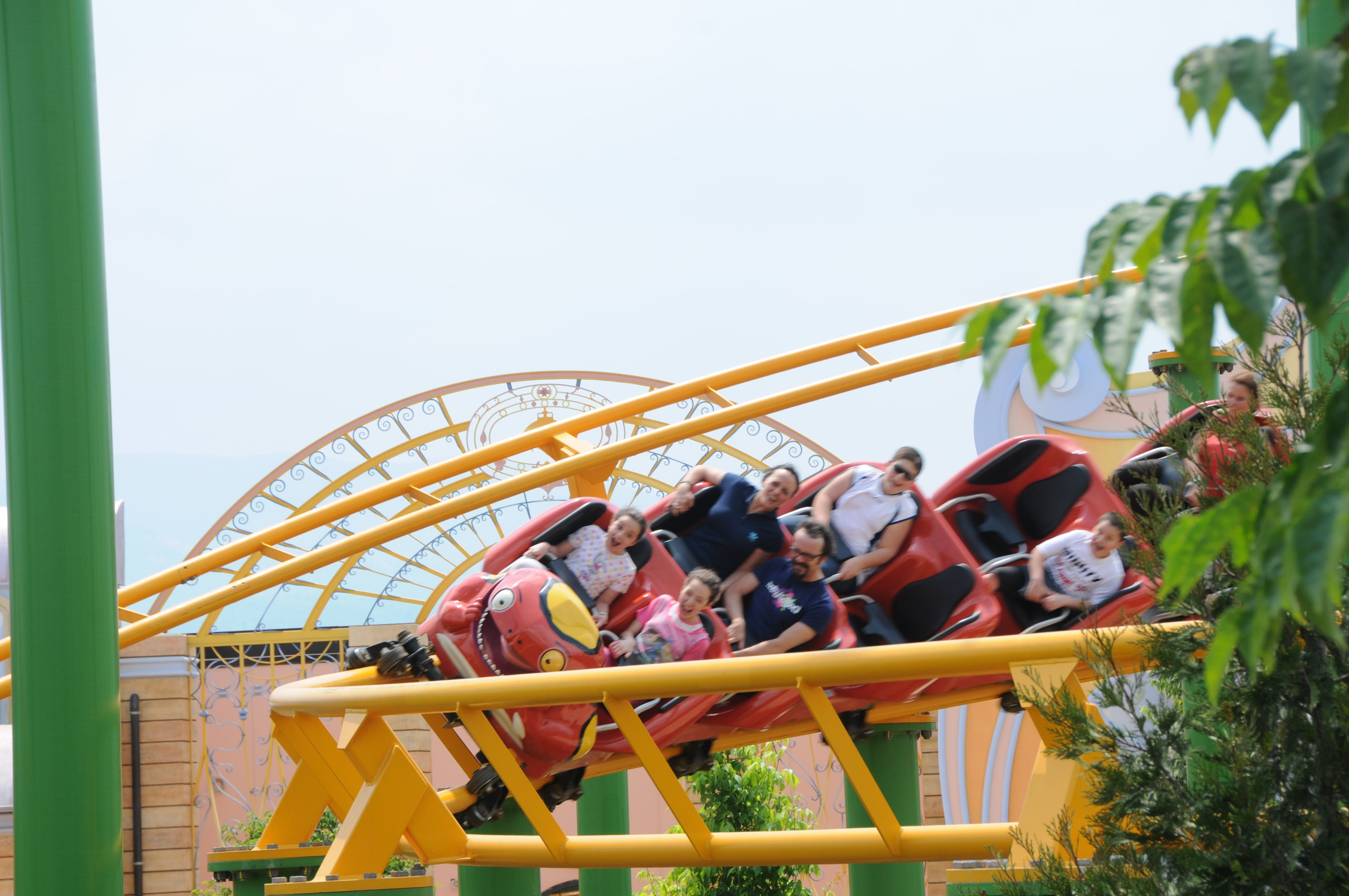
Bombo
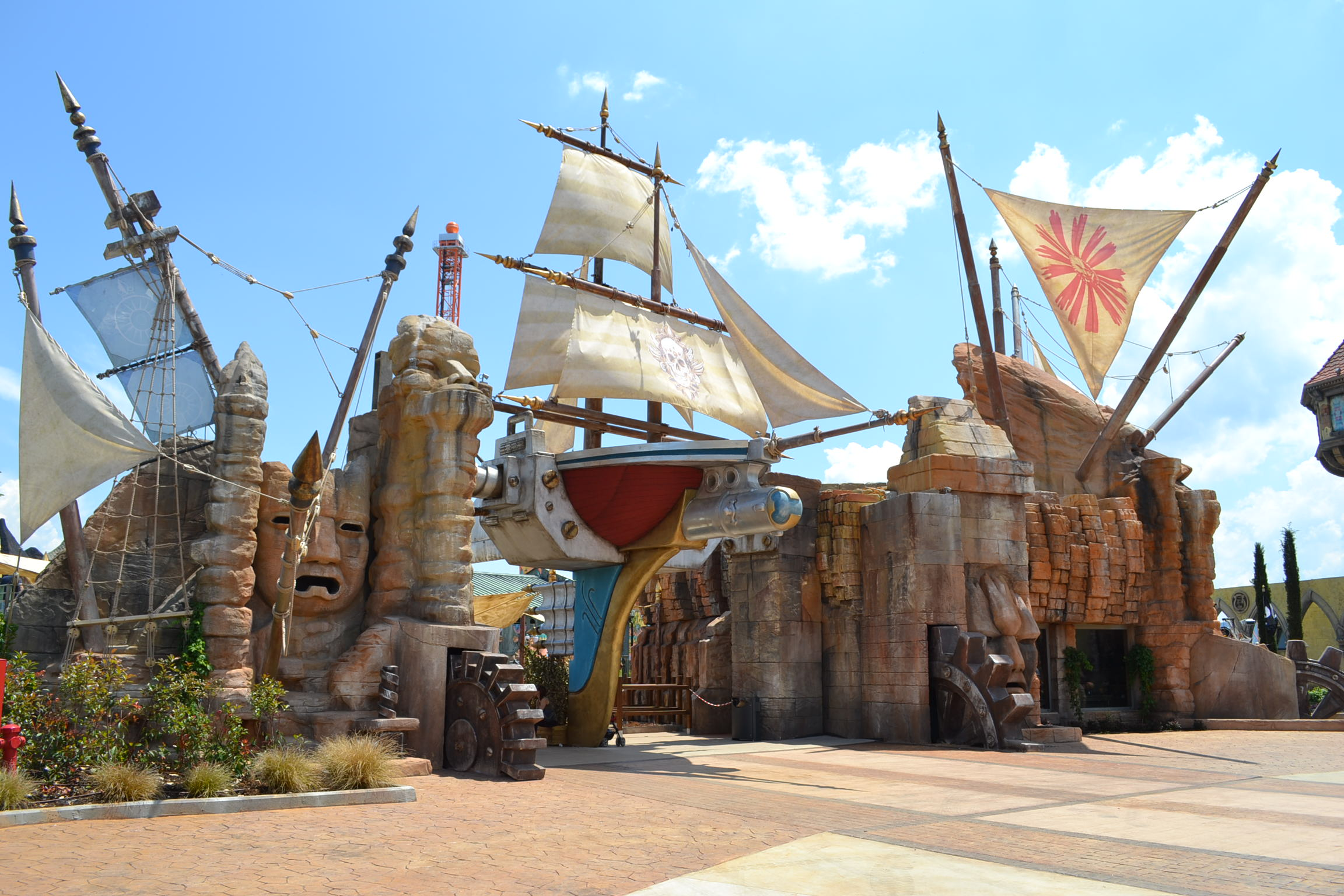
L'Olandese Volante
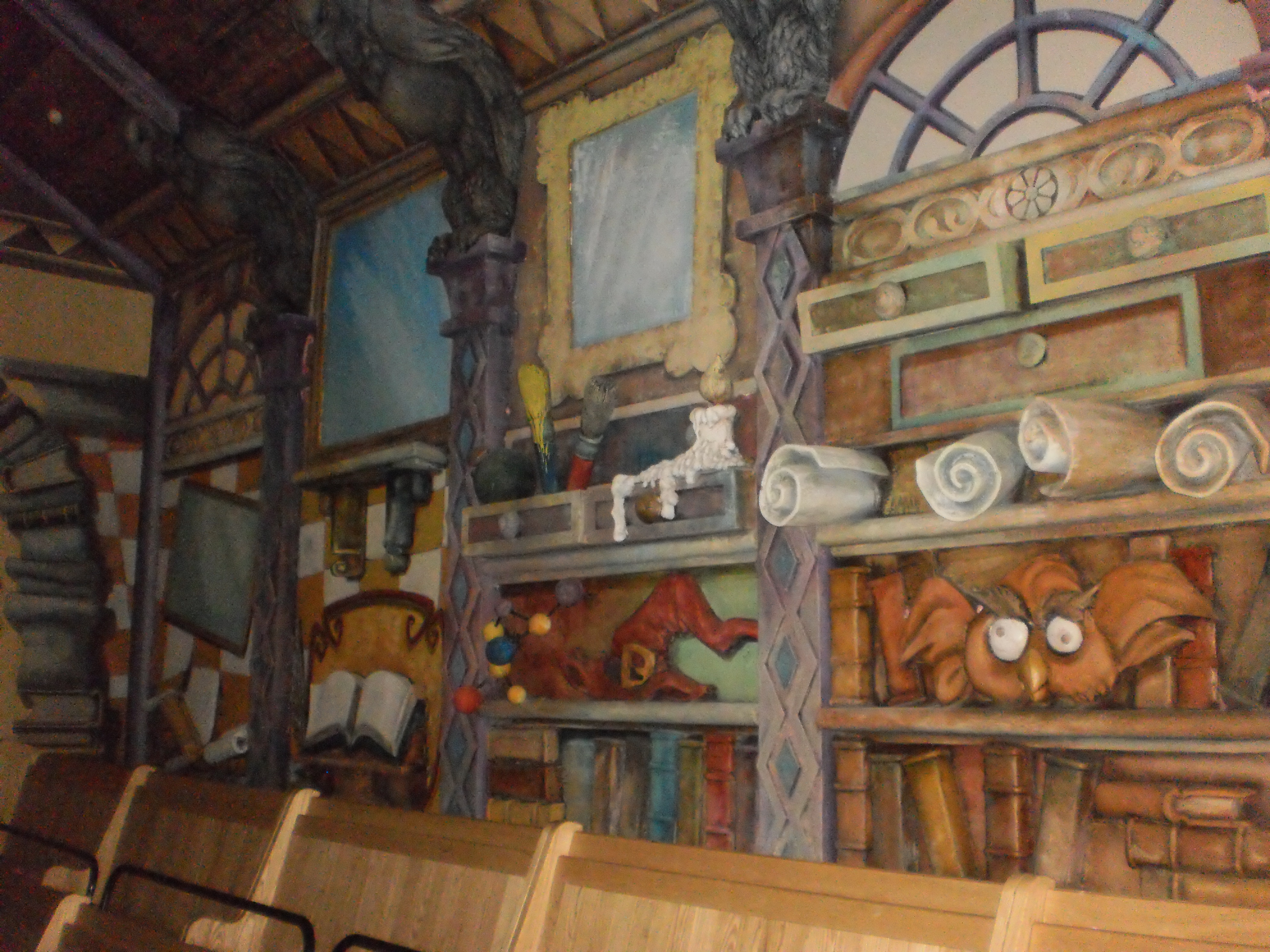
Maison Houdini
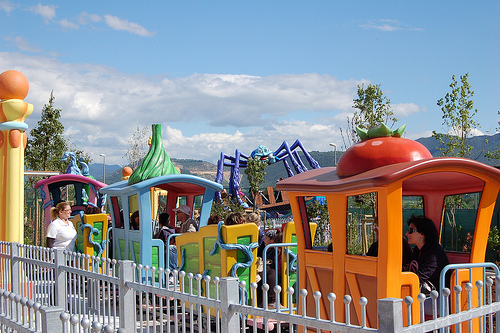
Il Treno Magico
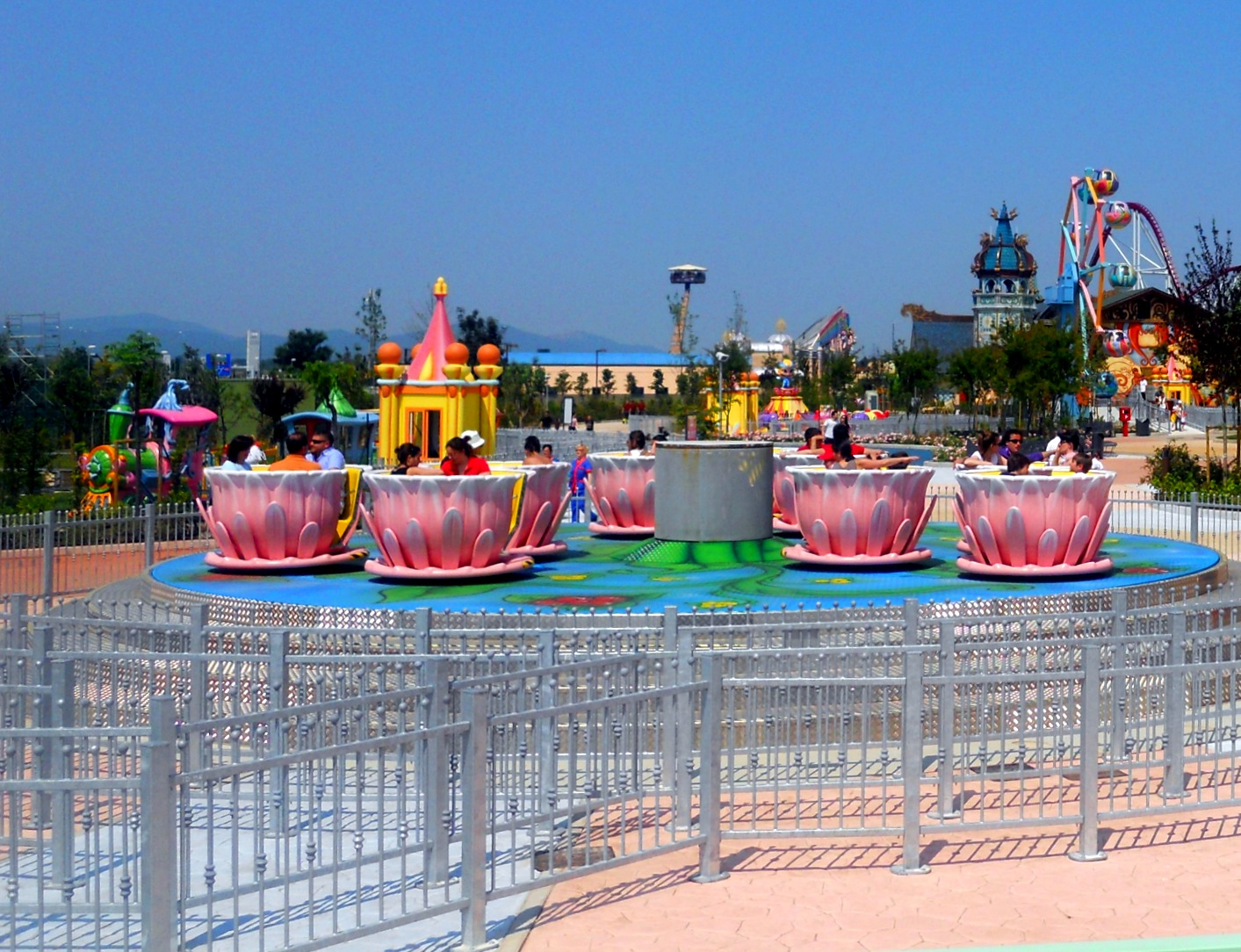
Tazze Pazze
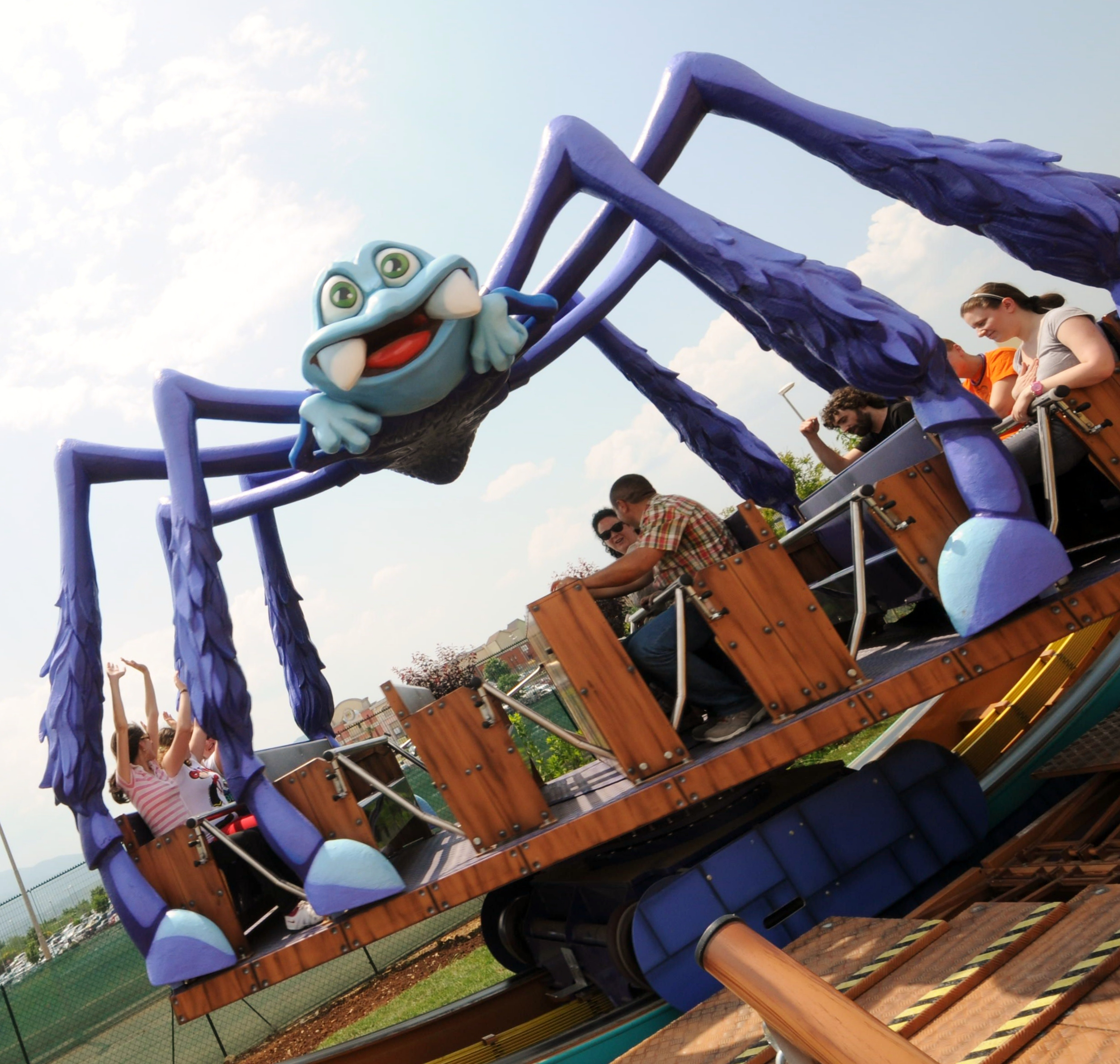
Ronnie il ragno

### Outras atrações do parque
- Battaglia Navale
- Demonia
- Playground bimbi
- Jump - Stunt Show
- Formula Cars (conhecido anteriormente como Action Drive)
- Sala giochi
- Planetarium
- La Ruota Magica
- Macchine volanti
- L'ArrampicaTorre
- Poppalla
- Alloscontro
- Il Regno dei Piccoli
- Il Bruco